# Parte práctica de Botánica
Parte práctica de Botánica (abreviado Parte Práct. Bot.) es un libro con ilustraciones y descripciones botánicas que fue escrito por el naturalista, médico y botánico español Antonio Palau y Verdera y publicado en Madrid en 8 volúmenes en los años 1784-1788 con el nombre de Parte Práctica de Botánica del Caballero Cárlos Linneo, que Comprehende las Clases, Ordenes, Géneros, Especies y Variedades de las Plantas, con sus Caracteres Genéricos y Específicos, Sinónimos mas Selectos, Nombres Triviales, Lugares Donde Nacen y Propiedades. Traducida del Latin en Castellano è Illustrada por Antonio Paláu y Verdéra.

## Publicación
- Volumen n.º 1, 1784;
- Volumen n.º 2, 1785;
- Volumen n.º 3, 1785,
- Volumen n.º 4, 1786;
- Volumen n.º 5, 1786;
- Volumen n.º 6, 1787;
- Volumen n.º 7, 1787;
- Volumen n.º 8, 1788